# 門洛 (愛荷華州)
門洛（英語：Menlo）是一個位於美國愛荷華州加斯里縣的城市。

## 地理
門洛的座標為41°31′21″N 94°24′19″W / 41.52250°N 94.40528°W，而該地的平均海拔高度為384米（即1260英尺）。

## 人口
根據2010年美國人口普查的數據，門洛的面積為1.22平方千米，當中陸地面積為1.22平方千米，而水域面積為0.00平方千米。當地共有人口353人，而人口密度為每平方千米289人。